# Вьера, Усман
Усма́н Вье́ра Диаррасу́ба (фр. Ousmane Viera Diarrassouba; род. 21 декабря 1986, Далоа) — ивуарийский футболист, центральный защитник. Выступал в сборной Кот-Д’Ивуара.

## Клубная карьера
Вьера начал свою карьеру в клубе РК Далоа из Кот-Д’Ивуара. В январе 2008 года он переехал в ЧФР в Чемпионат Румынии. 1 марта 2009 года он дебютировал в Лиге 1, в победном матче над «Отопени», закончившемся со счётом 1:0. После этой игры Вьера является постоянным игроком. В 2009 году он был взят в аренду «Интернационалом». После ухода из «Интернационала», он перешёл в «Пандурий». Летом 2013, он подписал контракт с турецким клубом «Ризеспор».

## Карьера в сборной
Был включён в сборную Кот-д’Ивуара (до 23) на Летние Олимпийские игры 2008 в Пекине (Китай). Однако его команда уступила в четвертьфинале сборной Нигерии (до 23). Также включён в список 23 футболистов на чемпионат мира 2014.

## Достижения

### «ЧФР Клуж»
- Чемпион Румынии (1): 2007/08
- Обладатель Кубка Румынии (2): 2007/08, 2008/09

### «Пандурий»
- Вице-чемпион Румынии: 2012/13